# Seznam francoskih astronomov
Seznam francoskih astronomov.

## A
- Jacques d'Allonville de Louville (1671 – 1732)
- Eugène Michel Antoniadi (1870 – 1944)
- Pierre Antonini (20. stoletje)
- François Jean Dominique Arago (1786 – 1853)
- Adrien Auzout (1622 – 1691)

## B
- Jacques Babinet (1794 – 1872)
- Édouard Benjamin Baillaud (1848 – 1934)
- Jean Sylvain Bailly (1736 – 1793)
- Fernand Baldet (1885 – 1964)
- Odette Bancilhon (1908 – 1998)
- Joseph-Émile Barbier (1839 – 1889)
- Count Aymar de la Baume Pluvinel
- Jean-Pierre Bibring (astrofizik)
- Camille Guillaume Bigourdan (1851 – 1932)
- Jacques Philippe Marie Binet (1786 – 1856)
- Jean-Baptiste Biot (1774 – 1862)
- Jean-Jacques Blanpain (1777 – 1843)
- Jean Charles de Borda (1733 – 1799)
- Alphonse Louis Nicolas Borrelly (1842 – 1926)
- Pierre Bouguer (1698 – 1758)
- Alexis Bouvard (1767 – 1843)
- Louis Boyer (1901 – 1999)
- P. Briault (????)
- Ismael Bullialdus (1605 – 1694)

## C
- César-François Cassini de Thury III. (1714 – 1784)
- Giovanni Domenico Cassini (1625 – 1712)
- Jacques Cassini II. (1677 – 1756)
- Jean-Dominique Cassini IV. (1748 – 1845)
- Jean Chacornac (1823 – 1873)
- Auguste Honoré Charlois (1864 – 1910)
- Henri Chrétien (1879 – 1956)
- Alexis Claude Clairaut (1713 – 1765)
- Jérôme Eugène Coggia (1849 – 1919)
- Pablo Cottenot
- F. Courty
- Athena Coustenis (1961 –)

## D
- Marie-Charles Damoiseau (1768 – 1846)
- André-Louis Danjon (1890 – 1967)
- Gérard Henri de Vaucouleurs (1918 – 1995)
- Jean Baptiste Joseph Delambre (1749 – 1822)
- Charles-Eugène Delaunay (1816 – 1872)
- Jean Delhaye (1921 – 2001)
- Joseph-Nicolas Delisle (1688 – 1768)
- Gabriel Delmotte (1876 – 1950)
- Audrey C. Delsanti (1976 –)
- Henri-Alexandre Deslandres (1853 – 1948)
- Audouin Charles Dollfus (1924 – 2010)

## E
- Thérèse Encrenaz (1946 –)
- Ernest Benjamin Esclangon (1876 – 1954)

## F
- Hervé-Auguste-Etienne-Albans Faye (1814 – 1902)
- Charles Fehrenbach (1914 – 2008)
- Louis Feuillée
- Oronce Finé
- Nicolas Camille Flammarion (1842 – 1925)
- Gabrielle Renaudot Flammarion (1877 – 1962)
- Honoré Flaugergues (1755 – 1830)
- Jean-Henri Focas (1909 – 1969)
- Georges Fournier (1881 – 1954)

## G
- Jean-Félix Adolphe Gambart (1800 – 1836)
- Pierre Gassendi
- Michel Giacobini (1873 – 1938)
- Louis Godin
- Hermann Mayer Salomon Goldschmidt (1802 – 1866)
- François Gonnessiat (1856 – 1934)

## H
- Michel Hénon (1931 – 2013)
- Paul-Pierre Henry (1848 – 1905)
- Prosper Henry (1849 – 1903)
- Pierre Hérigone
- Gustave-Adolphe Hirn (1815 – 1890)

## J
- Pierre Janssen (1824 – 1907)
- Rene Jarry-Desloges
- Benjamin Jekhowsky (glej Venjamin Pavlovič Žehovski)
- Jules Alfred Pierrot Deseilligny

## L
- Philippe de La Hire (1640 – 1718)
- Antoine Émile Henry Labeyrie (1943 -)
- Nicolas Louis de Lacaille
- Joseph-Louis Lagrange
- Joanny-Philippe Lagrula
- Jérôme Lalande
- André Lallemand
- Félix Chemla Lamèch
- Yves Langevin (1951 -)
- Pierre-Simon Laplace
- M. Laugier
- Joseph Jean Pierre Laurent (1823 – 1900)
- Guillaume Le Gentil
- Pierre Lemonnier (1675 – 1757)
- Pierre Charles Le Monnier (1715 – 1799)
- Urbain-Jean Joseph Le Verrier (1811 – 1877)
- Nicole-Reine Lepaute
- Emmanuel Liais
- Maurice Loewy
- Bernard Lyot

## M
- Jean-Jacques Dortous de Mairan (1678 – 1771)
- Giacomo Filippo Maraldi
- Claude-Louis Mathieu (1783 – 1875)
- Pierre-Louis Moreau de Maupertuis
- Alain Maury
- Pierre-François-André Méchain (1744 – 1804)
- Charles Messier (1730 – 1817)
- Gaston Millochau
- Henri Mineur
- Théophile Moreux
- Jean-Baptiste Morin
- Amédée Mouchez (1821 – 1892)
- Jean de Muris (1290 – 1351)

## P
- Pasquale Panuzzo (ital.-fr.)
- André Patry (1902 – 1960)
- Nicolas-Claude Fabri de Peiresc (1580 – 1637)
- Julien Péridier (1882 – 1967)
- Henri Joseph Anastase Perrotin (1845 – 1904)
- Jean-Felix Picard (1620 – 1682)
- Luc Picart (1867 – 1956)
- Alexandre Guy Pingré
- Christian Pollas
- Jean-Louis Pons (1761 – 1831)
- Henri Poutine
- Pierre Puiseux
- Pierre Henri Puiseux (1855 – 1928)
- Victor Alexandre Puiseux (1820 – 1883)

## Q
- Ferdinand Quénisset

## R
- Rodolphe Radau (1835 – 1911)
- Georges Antoine Pons Rayet (1839 – 1906)
- Francis Rocard (1957)
- Édouard Albert Roche (1820 – 1883)
- Gilbert Rougier (1886 – 1947)
- Augustin Royer
- Lucien Rudaux

## S
- Alexandre Schaumasse (1882 – 1958)
- Alfred Schmitt (1907 – 1972)
- Joseph-Alfred Serret (1819 – 1885)
- Jean-François Séguier (1703 – 1784)
- Silvester II. (okoli 938 – 1003)
- Édouard Jean-Marie Stephan (1837  1923)
- Nicolas Stoyko (Nikolaï Mikhaïlovitch Stoyko) (1894 – 1976) (ukrajinsko-franc.)
- Frédéric Sy

## T
- Félix Tisserand
- Étienne Léopold Trouvelot (1827 – 1895)

## V
- (Jacues Valée)
- Jean Elias Benjamin Valz (1787 – 1867)
- Antoinette de Vaucouleurs (1921 – 1987)
- Gérard Henri de Vaucouleurs (1918 – 1995)
- Yvon Villarceau (1813 – 1883)

## W
- Walcher of Lorraine
- Charles Joseph Étienne Wolf (1827 – 1918)

## Z
- Philippe Zarka

## Ž
- Venjamin Pavlovič Žehovski (Benjamin Jekhowsky, 1881 – 1953)